# FC 코펜하겐

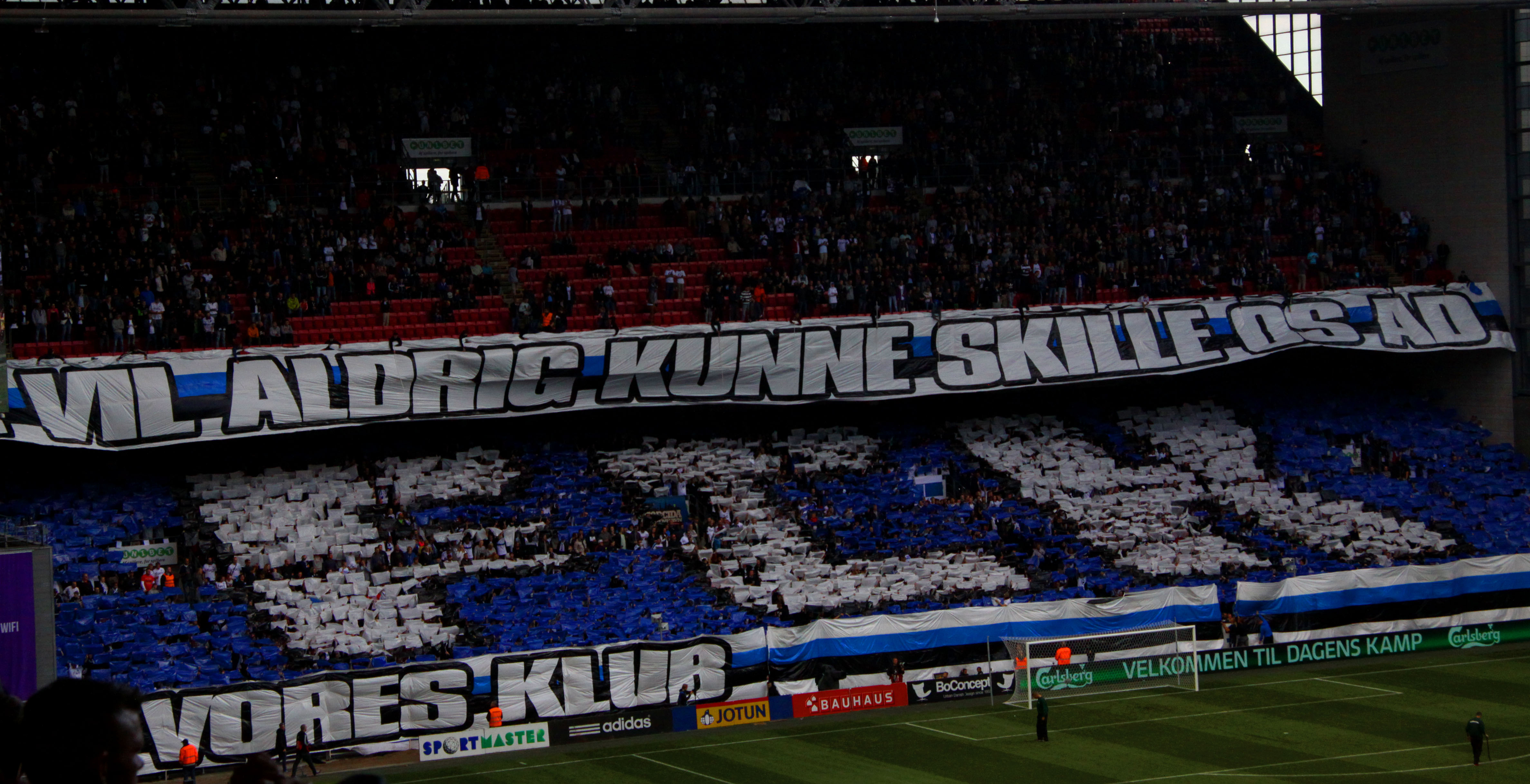

FC 코펜하겐(덴마크어: Football Club København, 발음 [kʰøpm̩ˈhɑwˀn]) 또는 FC 쾨벤하운(덴마크어: FC København)은 코펜하겐을 연고지로 하는 덴마크 축구 클럽이다.
FC 코펜하겐은 덴마크 축구 선수권 대회에서 15번의 공동 기록과 9번의 덴마크 컵에서 우승했다. 유럽 축구에서 FC 코펜하겐은 다른 어떤 덴마크 클럽보다도 UEFA 챔피언스리그와 UEFA 유로파리그의 조별 리그에 더 많이 진출했으며, 챔피언스리그의 토너먼트 단계에 진출한 유일한 덴마크 클럽이다. 2022년 12월, 기준으로 코펜하겐은 UEFA 팀 순위 목록에서 가장 높은 순위를 차지한 스칸디나비아 클럽이다.
코펜하겐은 덴마크 국가대표팀 경기가 열리는 파르켄에서 경기를 치른다. FCK는 창단 이후 브뢴비 IF와 치열한 라이벌 관계를 발전시켜 왔다. 양측의 코펜하겐 더비 경기는 덴마크 축구 역사상 가장 많은 관중을 끌어모았다.

## 역대 성적
- 덴마크 슈퍼리가

우승 16회 : 1992–93, 2000–01, 2002–03, 2003–04, 2005–06, 2006–07, 2008–09, 2009–10, 2010–11, 2012–13, 2015–16, 2016–17, 2018-19, 2021-22, 2022-23, 2024-25
준우승 6회 : 1993–94, 2001–02, 2004–05, 2011–12, 2013–14, 2014–15
- 덴마크 컵

우승 9회 : 1994–95, 1996–97, 2003–04, 2008–09, 2011–12, 2014–15, 2015–16, 2016–17, 2022-23
준우승 4회 : 1997–98, 2001–02, 2006–07, 2013–14
- 덴마크 리그컵

우승 1회 : 1996
준우승 2회 : 2005, 2006
- 덴마크 슈퍼컵

우승 3회 : 1995, 2001, 2004
- 로열 리그

우승 2회 : 2005, 2006

## 선수 명단

### 현역
참고: FIFA 자격 규정에 따라 소속된 국가대표팀 국기를 표시합니다. 선수는 복수의 FIFA 비회원국 국적을 가지고 있을 수 있습니다.
| 번호 | 포지션 | 국적 | 이름              |
| ---- | ------ | ---- | ----------------- |
| 7    | MF     |      | 빅토르 클라에손   |
| 20   | DF     |      | 니콜라이 보일레센 |

| 번호 | 포지션 | 국적 | 이름 |
| ---- | ------ | ---- | ---- |

## 역대 감독
| 감독          | 임기        |
| ------------- | ----------- |
| 닐스 닐센     | 1995 ~ 2000 |
| 로이 호지슨   | 2000 ~ 2001 |
| 스톨레 솔바켄 | 2006 ~ 2011 |
| 스톨레 솔바켄 | 2013 ~ 2020 |
| 예스 토루프   | 2020 ~ 2022 |